# Poliadenilazione

Struttura tipica di mRNA eucariotico maturo; in nero una sequenza poli(A)

La poliadenilazione è una fase della maturazione del pre-mRNA che consiste nell'aggiunta di una sequenza poliadenilica di circa 200 nucleotidi (poli(A)), all'estremità 3'-OH del pre-mRNA tramite legame covalente.
Quasi tutti gli mRNA possiedono una coda poli(A). Un'eccezione è rappresentata dall'mRNA che codifica per le proteine istoniche.

## Meccanismo
L'aggiunta della catena di adenine è catalizzata dall'enzima poli(A) polimerasi dopo la trascrizione dell'RNA nel nucleo.
A tale sequenza è associata una proteina detta PABP (poly(A)-binding protein, proteina che lega il poli(A)). Ogni monomero di PABP si lega a circa 10-20 basi della coda di poli(A), creando una catena di numerosissime unità proteiche all'estremità 3' dell'mRNA.
Il ruolo di PABP nel complesso d'inizio consiste nell'unire l'estremità 3' dell'mRNA con l'estremità 5', a cui sono legate gli altri fattori componenti il complesso detti IF (Initiation Factors, fattori d'inizio). Tale legame fa sì che l'mRNA possa essere tradotto mentre la coda di poli (A) viene digerita dalle nucleasi. Dalla lunghezza della coda di poli (A) dipende quindi il tempo di permanenza del filamento di mRNA nella cellula. Di conseguenza la quantità di volte che esso viene tradotto. La lunghezza della coda di poli (A), di uno specifico mRNA, in questo modo influisce direttamente sulla quantità di proteina che verrà espressa da quel filamento e di conseguenza da quella cellula.

## Effetti
La rimozione del poli (A) inibisce la traduzione in vitro, mentre l'eliminazione di PABP la inibisce in vivo. La causa di questi effetti è, probabilmente, da individuarsi nel coinvolgimento di PABP nel complesso d'inizio della traduzione, che in sua assenza non può essere completato e attivato.
In effetti l'attività nucleasica verso un mRNA può essere scatenata in seguito alla perdita del poli(A), in quanto la sua presenza impedisce l'azione delle esonucleasi 3'-5'. Un simile effetto si ha, per esempio, nel lievito.
Un effetto del tutto opposto si produce, invece, in alcuni batteri. Triple mutazioni che rimuovono il poli(A), la ribonucleasi E e la polinucleotide fosforilasi hanno un forte effetto stabilizzante per le catene di mRNA.
Il poli(A) ha, inoltre, una conseguenza pratica importante: consente, infatti, l'isolamento dell'mRNA separandolo dall'rRNA e dal tRNA, molto più numerosi. Questo risultato può essere ottenuto fissando ad un supporto solido, come ad esempio microparticelle di cellulosa o magnetiche, sequenze oligo(U) o oligo(dT) complementari alla sequenza poli(A), e di farvi scorrere l'RNA, in modo che le sequenze si appaiano, immobilizzando così gli mRNA. Gli rRNA e i tRNA vengono quindi allontanati con successi lavaggi e l'RNA messaggero viene poi recuperato trattando il supporto solido con una soluzione che fa rompere i legami.